# Lili Poór

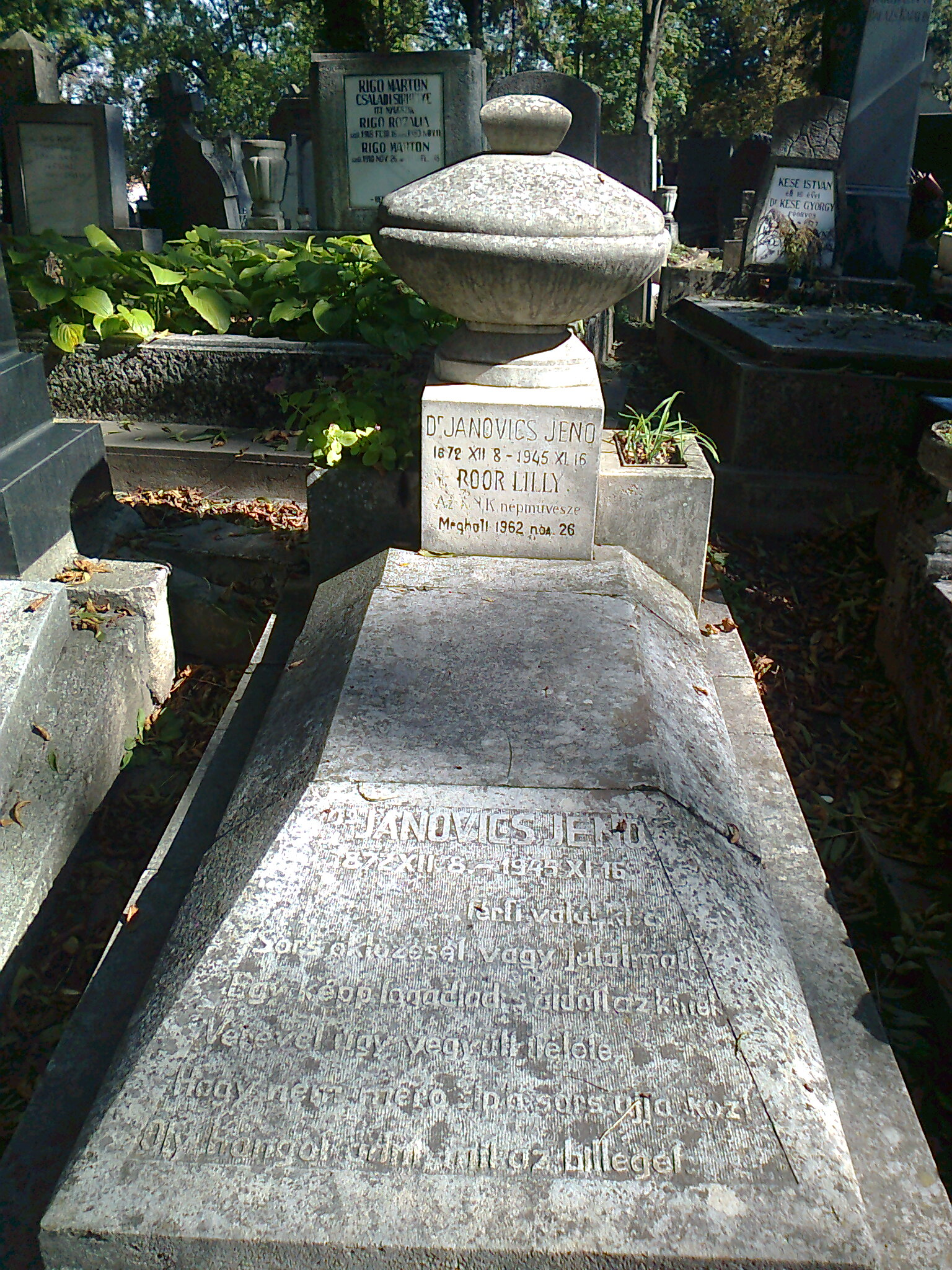
Mormântul lui Lili Poór și al soțului ei, Jenő Janovics în Cimitirul Hajongard din Cluj

Lili Poór (n. 15 aprilie 1886, Marjančaci⁠(d), cantonul Osijek-Baranja, Croația – d. 26 noiembrie 1962, Cluj, România) a fost o actriță maghiară și profesoară universitară, membră a Teatrului Național din Cluj, figură emblematică a dramaturgiei de limba maghiară din România și un pionier al cinematografiei. Între anii 1910 și 1945 a fost căsătorită cu regizorul Jenő Janovics (1872–1945).

## Distincții
- titlul de Artist Emerit al Republicii Populare Române (28 aprilie 1951)[2]
- titlul de Artist al poporului din Republica Populară Romînă (9 noiembrie 1957) „cu prilejul împlinirii a 165 de ani de la înființarea Teatrului maghiar din Cluj și pentru merite deosebite în activitatea artistică”[3]

## Principalele roluri interpretate
- Olga în Bizánc  [Bizanț] de Ferenc Herczeg
- Ledér în  Csongor és Tünde de Mihály Vörösmarty
- Gauthier Margit în  A kaméliás hölgy [Dama cu cameliile] de Alexandre Dumas
- Vilma în  A farkas [Lupul] de Ferenc Molnár
- Mima în  Vörös malom [Moara roșie] de Ferenc Molnár
- Ophelia în  Hamlet, dán királyfi [Hamlet, prințul Danemarcei] de William Shakespeare
- Lady Anna, Margit királynő în  III. Richárd [Richard al III-lea] de William Shakespeare
- Júlia în Rómeó és Júlia [Romeo și Julieta] de William Shakespeare
- Melinda, Gertrudis în Bánk bán [Banul Bánk] de  József Katona
- Anna Karenina în piesa omonimă de Lev Tolstoi
- Éva în  Az ember tragédiája [Tragedia omului] de Imre Madách
- Vassza Zseleznova (Maxim Gorki)
- Athália în A kőszívű ember fiai [Fii omului cu inima de piatră; titlul traducerii în limba română fiind:Familia Baradlay] de Mór Jókai
- Hattyú în A hattyú (Lebăda) de Ferenc Molnár
- Kata în  A makrancos hölgy [Femeia îndărătnică] de William Shakespeare
- Tündérkirálynő în  Szentivánéji álom [Visul unei nopți de vară] de William Shakespeare
- Lady Anna în  III. Richárd de William Shakespeare

## Roluri în filme, selectiv
- Jó éjt, Muki! [Noapte bună, Muki], 1915
- A vén bakancsos és fia, a huszár, 1917
- Mire megvénülünk, 1917
- Din grozăviile lumii, 1920
- Mama lui Imre Madách în Madách. Egy ember tragédiája [Madách. Tragedia unui om], 1949